# فرودگاه اسکودا–وورتس‌اسمیت
 فرودگاه اسکودا-وورتس‌اسمیت (به انگلیسی: Oscoda-Wurtsmith Airport) یک فرودگاه همگانی بهره‌برداری هوایی با کد یاتا OSC است که یک باند فرود آسفالت دارد و طول باند آن ۳۵۹۷ متر است. این فرودگاه در کشور ایالات متحده آمریکا قرار دارد و در ارتفاع ۱۹۳ متری از سطح دریا واقع شده است.